# HD 142184
HD 142184，又名CD-2312569，SAO 183901、HR 5907，是一颗恒星，视星等为5.42，位于銀經347.93，銀緯22.55，其B1900.0坐标为赤經15h 47m 58.6s，赤緯-23° 22.55′ 48″。